# Na skrzydłach sławy
Na skrzydłach sławy (ang The Story of Vernon and Irene Castle) – amerykański film z 1939 roku w reżyserii H.C. Pottera. Film miał gwiazdorską obsadę, wystąpili w nim między innymi  Fred Astaire, Ginger Rogers i Edna May Oliver.

## Obsada
- Fred Astaire – Vernon Castle
- Ginger Rogers – Irene Castle (z domu Foote)
- Edna May Oliver – Maggie Sutton
- Walter Brennan – Walter Ash
- Lew Fields – on sam
- Etienne Girardot – Papa Aubel
- Janet Beecher – pani Foote
- Rolfe Sedan – Emile Aubel
- Leonid Kinskey – artysta
- Robert Strange – doktor Hubert Foote
- Douglas Walton – uczeń-pilot
- Clarence Derwent – Papa Louis
- Sonny Lamont – Charlie, stepujący tancerz
- Frances Mercer – Claire Ford
- Victor Varconi – książę
- Donald MacBride – dyrektor hotelu
- Leyland Hodgson – brytyjski sierżant
- Lillian Yarbo – Mary, pokojówka Claire  (niewymieniona w czołówce)